# Abou Hamza al Masri
Mustafa Kamel Mustafa (arabe : مصطفى كامل مصطفى), plus connu sous le nom de Abou Hamza al-Masri ou encore tout simplement Abou Hamza (né le 15 avril 1958 à Alexandrie en Égypte), est un ancien imam britannique d'origine égyptienne, qui a prêché l'intégrisme islamique et l'islamisme militant, ainsi que le djihadisme.
Il fut un temps l'imam de la mosquée de Finsbury Park à Londres, et le leader du groupe « Supporters of Sharia », un groupe extrémiste prônant la stricte application de la charia. Les tabloïds britanniques le surnomment « Hook » (« crochet » en français, en référence au personnage du Capitaine Crochet,,), à cause des crochets qu'il porte à l'occasion à la place des mains.
Il a été emprisonné au Royaume-Uni en 2004 et a été extradé aux États-Unis le 5 octobre 2012, où il fera face à des accusations de soutien à Al-Qaïda. Il est suspecté d'avoir aidé l'enlèvement au Yémen d'un scientifique néo-zélandais causant la mort de 6 autres personnes, accusé de complot et prise d'otages pour l'enlèvement de 16 touristes au Yémen en 1998, dont deux Américains, et d'avoir reporté l'ouverture d'un camp d'entraînement pour les militants dans l'Oregon.
Le 9 janvier 2015, à New York, il est condamné à la prison à perpétuité sans possibilité de libération conditionnelle. 11 chefs d'inculpation ont été retenus contre lui, concernant notamment une prise d'otages et pour terrorisme .

## Biographie
Issu d'une famille de classe moyenne et fils d'un officier de l'armée égyptienne, il entre sur le territoire britannique en 1979 avec un visa étudiant. Ses premières réactions à la vie en Grande-Bretagne furent pour lui : « Un paradis, où vous pouviez faire ce que vous voulez ». Il étudie tout d'abord l'ingénierie civile à l'Université de Brighton.
Le 16 mai 1980, Il épouse une citoyenne britannique, avec qui il a un fils, Mohammed Mustafa Kamel. Il divorce en 1984 puis épouse une autre femme, avec qui il a sept autres enfants.
Au début des années 1990, Hamza part vivre en Bosnie sous un faux nom, alors en pleine guerre de Yougoslavie, et combat les Serbes et les Croates aux côtés des Bosniaques durant la guerre de Bosnie-Herzégovine.
En 1999, deux de ses fils, l'aîné Mohammed Mustafa Kamel (âgé de 17 ans à l'époque), ainsi que Mohsin Ghalain, sont arrêtés au Yémen, accusés d'avoir voulu perpétrer un attentat à la bombe contre huit citoyens britanniques et deux algériens, puis sont respectivement emprisonnés trois et sept ans. Lors de leur procès, il fut relevé que c'est leur père, Abou Hamza, qui les aurait envoyés au Yémen pour perpétrer des actions terroristes, ce à quoi la défense rétorqua que des aveux avaient été faits sous la torture,.
Hamza a plusieurs fois exprimé son soutien aux buts des islamistes (comme la création d'un califat) ou encore à Oussama ben Laden. Il a écrit un papier appelé « El Ansar » (La Victoire) dans lequel il affirme apporter son soutien aux actions du Groupe islamique armé (GIA) en Algérie.
En 2003, il fait un prêche en plein centre-ville de Londres, organisé par le groupe islamiste al-Muhajiroun (organisation ayant pour but la création d'un Califat islamique et la destruction des régimes du Moyen-Orient alliés aux Occidentaux). Le 4 février 2003 (après avoir été suspendu depuis avril 2002), il est démis de ses fonctions d'imam de la mosquée de Finsbury Park,. Après son exclusion de la mosquée, il prêche alors devant les portes jusqu'en mai 2004, avant d'être arrêté puis extradé vers les États-Unis.
Après avoir plusieurs fois affirmé avoir perdu son œil gauche et ses deux mains en combattant les Soviétiques en Afghanistan (CNN), il avoue finalement avoir plutôt été blessé en travaillant sur la construction d'une mine en Afghanistan), et laissé planer le doute à ce sujet, il affirme, lors de son procès aux États-Unis, en mai 2014 s'être blessé en manipulant des explosifs de l'armée à Lahore, au Pakistan.